# The Asiatic Society
The Asiatic Society wurde 1784 als wissenschaftliche Gesellschaft mit dem Ziel der Förderung der Orientalistik durch eine Reihe von Mitgliedern der britischen Elite der Stadt Kalkutta gegründet.
Wie andere wissenschaftliche Gesellschaften, vor allem das Vorbild der Royal Society in London, veranstaltete The Asiatic Society Mitgliederversammlungen, in denen führende Orientalisten und Naturforscher die Ergebnisse ihrer Arbeit vorstellten. Diese wurden dann in den Zeitschriften der Gesellschaft veröffentlicht. The Asiatic Society hat während ihrer Geschichte mehrere Tausend Veröffentlichungen herausgegeben, darunter die Reihe Bibliotheca Indica.
The Asiatic Society ist seit ihrer Gründung eng mit staatlichen Einrichtungen oder deren Bediensteten verbunden, zunächst mit der britischen Kolonialverwaltung und seit der indischen Unabhängigkeit mit den Regierungen Indiens und des Bundesstaates Westbengalen. 1984 wurde The Asiatic Society durch einen Beschluss des indischen Parlaments zur „Einrichtung von nationaler Bedeutung“ erklärt. Seither werden ihre Ausgaben aus dem Staatshaushalt bestritten.
Aus der Asiatic Society sind im Laufe ihrer Geschichte zahlreiche bedeutende Institutionen Indiens hervorgegangen, darunter das Indian Museum als ältestes Museum des Landes und durch das Museum wiederum der Zoological Survey of India.

## Geschichte

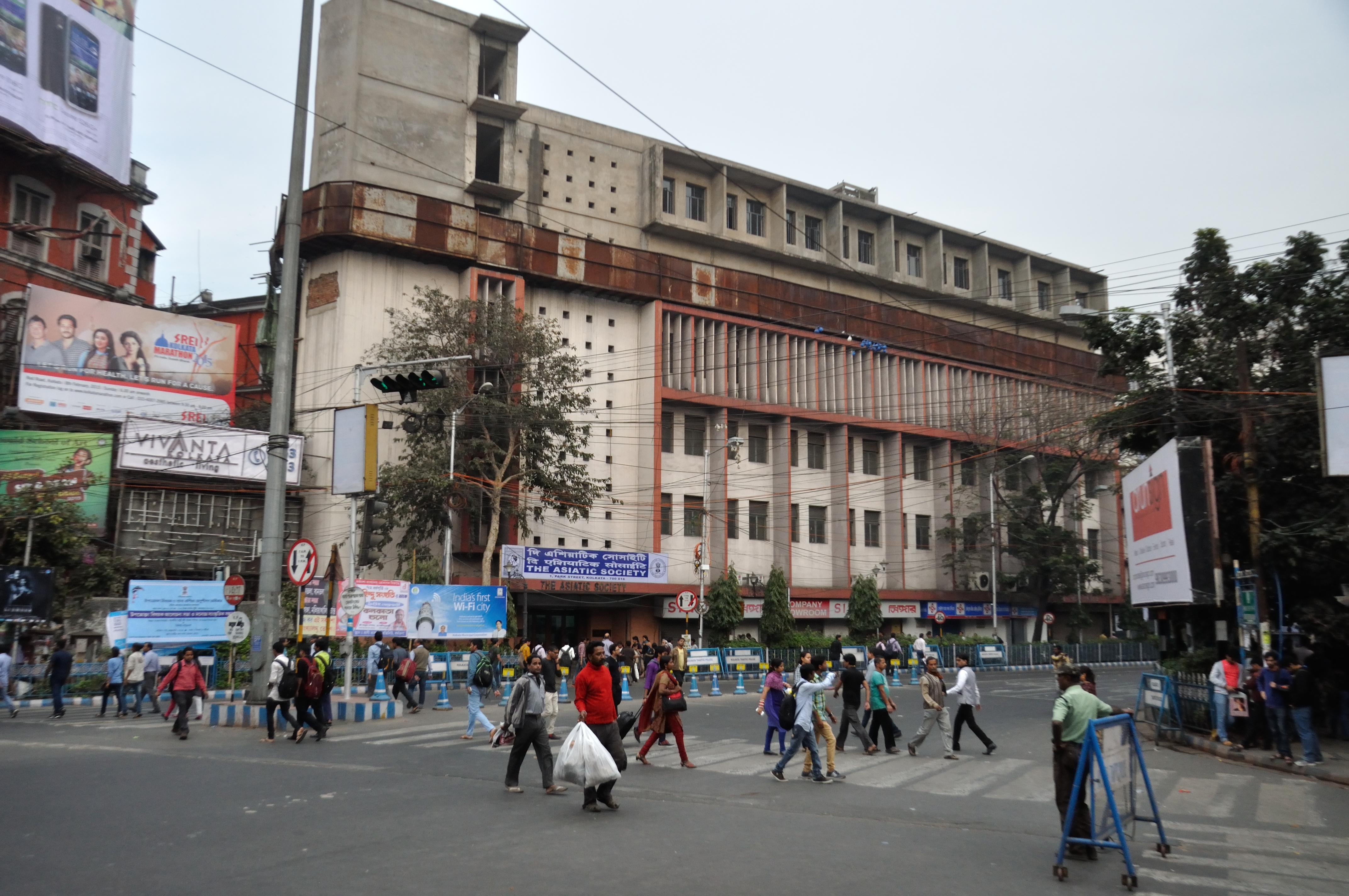
The Asiatic Society, 2015

Im Januar 1784 versandte William Jones, Linguist, Indologe und Richter am Obersten Gerichtshof der Präsidentschaft Bengalen, einen Rundbrief an einige britische Bewohner Kalkuttas, mit dem Vorschlag der Gründung einer Gesellschaft für Orientalistik. Seiner Einladung folgten dreißig Interessenten, die sich am 15. Januar 1784 in einem Gerichtssaal des Supreme Court in Fort William in Kalkutta trafen und die Gründung der Asiatick Society beschlossen. Die Gründungsversammlung leitete Robert Chambers, der Vorsitzende Richter am Obersten Gerichtshof. Zu den weiteren Gründungsmitgliedern gehörten John Hyde, John Carnac, Henry Vansittart, John Shore, 1. Baron Teignmouth, Charles Wilkins, Francis Gladwin und Jonathan Duncan. Während der Versammlung stellte Jones die Ziele der Gesellschaft vor. Das von ihm vorbereitete Memorandum of Articles der Gesellschaft gab dazu an:

“The bounds of investigations will be the geographical limits of Asia, and within these limits its enquiries will be extended to whatever is performed by man or produced by nature.”

„Die Grenzen unserer Forschung werden die geografischen Grenzen Asiens sein, und innerhalb dieser Grenzen werden sie sich auf alles erstrecken, was durch Menschen oder von der Natur erschaffen worden ist.“

Erster Schirmherr der Asiatic Society war Warren Hastings, der erste Generalgouverneur der Präsidentschaft Bengalen, der zuvor die Bitte um die Übernahme der Präsidentschaft der Asiatic Society abgelehnt hatte. Zum ersten Präsidenten wurde John Williams gewählt, der dieses Amt zehn Jahre lang bis zu seinem Tod ausübte. Weitere prominente frühe Mitglieder waren Charles Wilkins und der Indologe Alexander Hamilton.
Angelehnt an die Tradition der Royal Society in London, aber mit dem Fokus auf asiatische Themen, wurden während der Versammlungen von herausragenden Vertretern der orientalistischen Forschung Vorlesungen gehalten, die später auch in den Zeitschriften der Asiatic Society abgedruckt wurden. Referenten der ersten Jahre waren William Jones, Henry Thomas Colebrooke, Horace Hayman Wilson, William Carey und James Prinsep. Sie trugen Übersetzungen bedeutender Schriften aus Sanskrit und Persisch vor, entwickelten Transliterationssysteme und entzifferten historische Inschriften.
Zunächst fanden die Versammlungen der Gesellschaft in einem Gerichtssaal des Supreme Court statt. Die Mitglieder hatten für jedes Quartal einen Beitrag von zwei Mohur zu entrichten und neue Mitglieder wurden von den bisherigen gewählt. Am 29. September 1796 beschloss die Gesellschaft ein eigenes Gebäude zu beziehen. Es wurde ein Grundstück an der Ecke Park Street und Chowringhee Road ausgewählt, das der Gesellschaft am 15. Mai 1805 von der Regierung übereignet wurde. Die erste Mitgliederversammlung in dem neuen zweistöckigen Gebäude der Gesellschaft fand am 3. Februar 1808 statt.

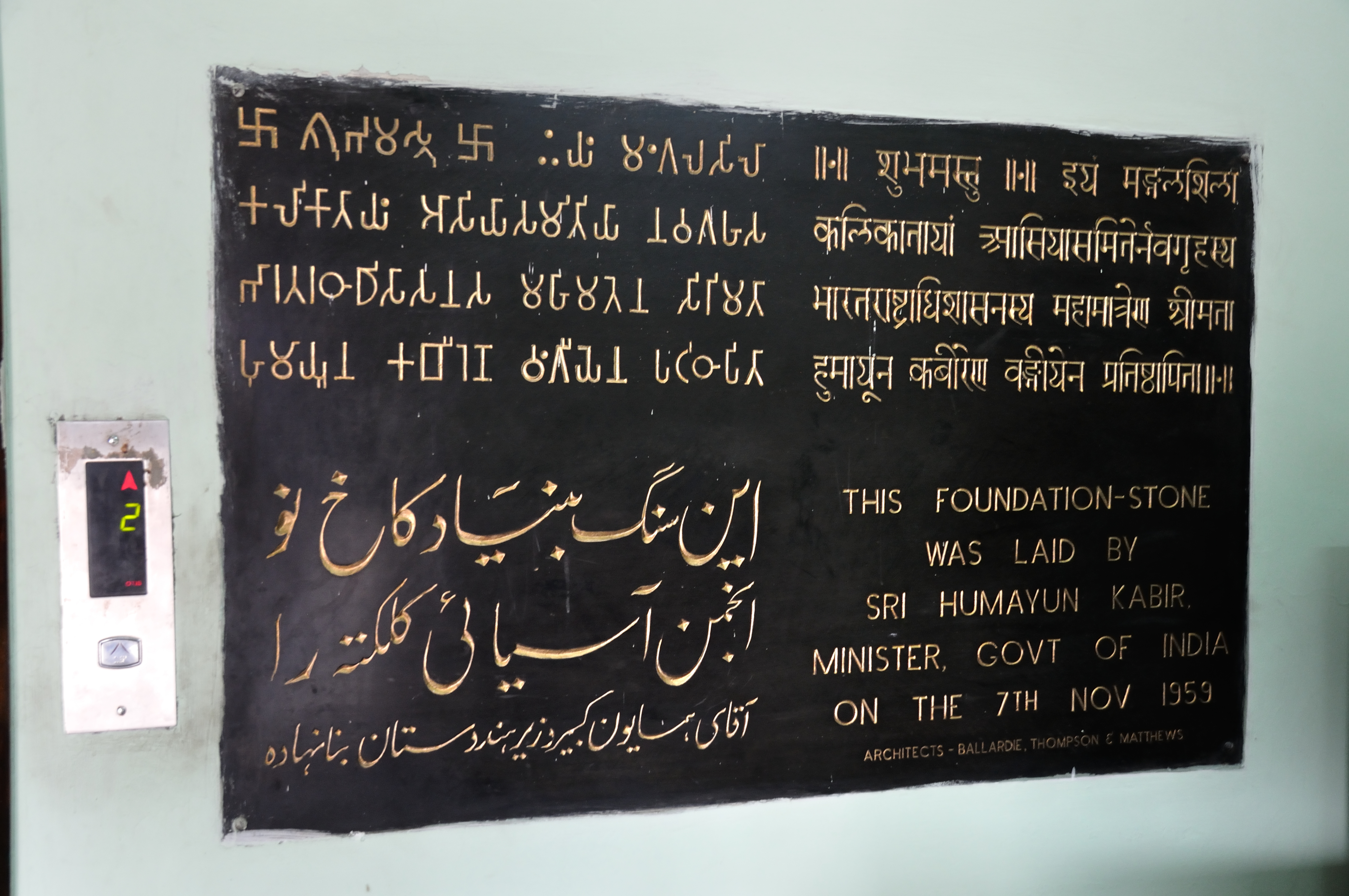
Grundstein des neuen Gebäudes der Asiatic Society

1959 wurde der Grundstein für einen von den Regierungen Indiens und Westbengalens finanzierten Neubau auf dem alten Grundstück gelegt. Das Gebäude wurde 1965 durch den indischen Staatspräsidenten S. Radhakrishnan eingeweiht.
Zum Zeitpunkt ihrer Gründung nannte sich die Gesellschaft Asiatick Society. 1825 wurde das antikisierende „k“ verworfen und die Gesellschaft hieß erstmals The Asiatic Society. 1832 wurde der Name in The Asiatic Society of Bengal geändert und ab 1936 nannte sich die Gesellschaft The Royal Asiatic Society of Bengal. Ihren gegenwärtigen Namen erhielt sie am 1. Juli 1951.

## Verhältnis zur indischen Bevölkerung

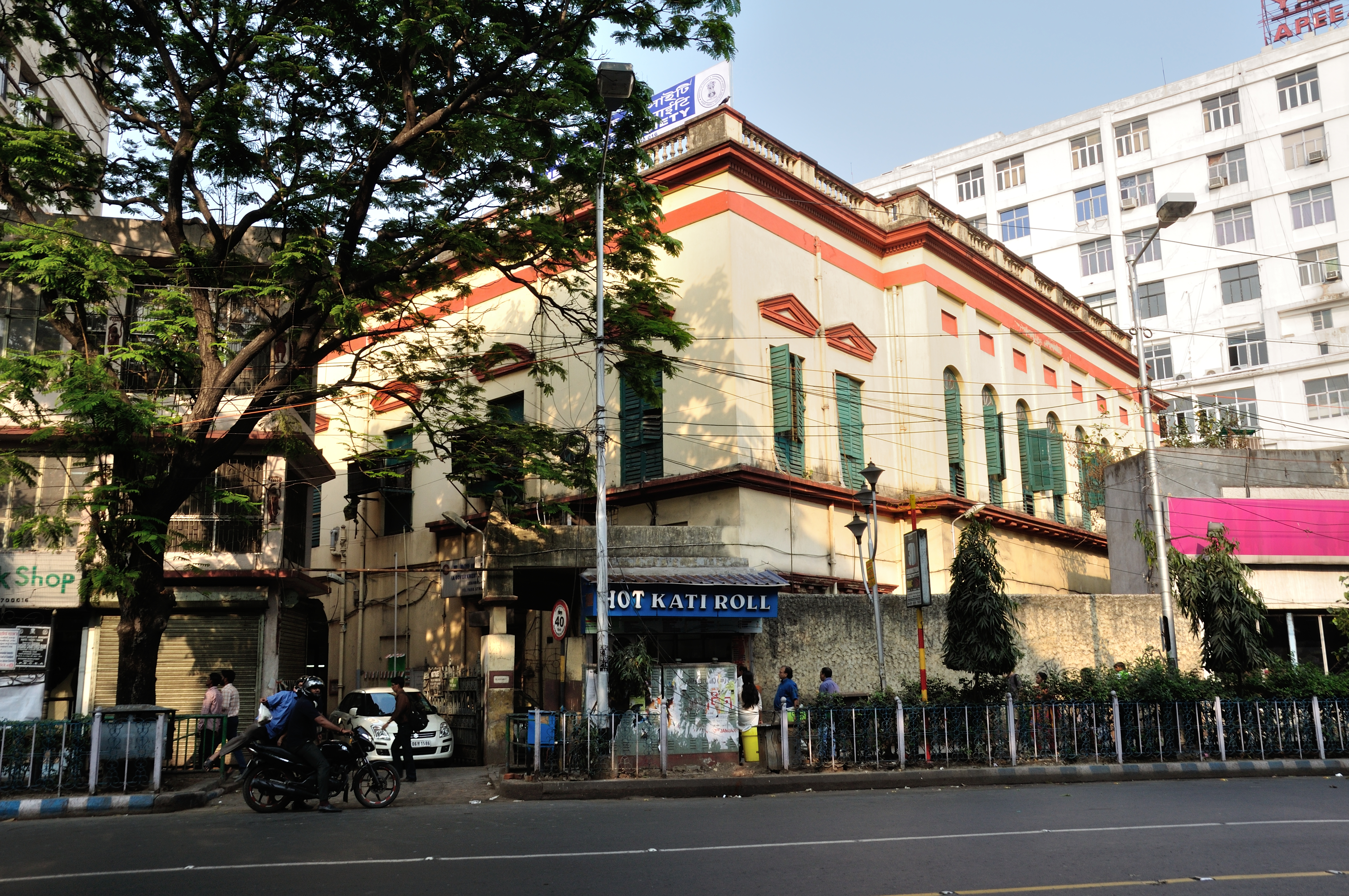
Das historische Gebäude der Asiatic Society, 2015

The Asiatic Society war während ihrer gesamten Geschichte stets mit der Regierung eng verbunden. Bereits die Gründung erfolgte durch britische Kolonialbeamte, Richter und leitende Bedienstete der Britischen Ostindien-Kompanie. Immer wieder traten Generalgouverneure als Präsidenten der Gesellschaft in Erscheinung und sie wurde von staatlicher Seite mit finanziellen Zuwendungen, Grundstücksübereignungen und bedeutenden Sammlungen gefördert.
Die Motivation der Mitglieder der Asiatic Society war dabei nicht einheitlich. Zunächst war The Asiatic Sociaty eine Gelehrtengesellschaft, und viele ihrer Mitglieder waren von aufrichtigem Forscherinteresse getrieben. Andererseits waren über fast ein halbes Jahrhundert nur Vertreter der britischen Kolonialmacht Mitglieder der Gesellschaft, die ihre beruflichen Interessen mit einbrachten. William Jones war nur wenige Monate vor der Gründung der Asiatic Society als Richter nach Kalkutta gesandt worden. Schon er räumte ein, dass sein Studium des klassischen Rechts der Hindus ihm bei seiner Arbeit nützen solle.
Auf Initiative des Indologen Horace Hayman Wilson wurde 1829 erstmals eine Anzahl von Indern in die Gesellschaft gewählt. Unter ihnen befand sich Dwarkanath Tagore. Im Jahr 1885 wurde Rajendralal Mitra der erste indische Präsident der Gesellschaft. Das änderte nichts daran, dass The Asiatic Society wie vergleichbare Gesellschaften in anderen Teilen des Kolonialreichs eine britisch-indische Institution war. Aber ihre Forschungen und Veröffentlichungen über die jahrtausendealten indischen Kulturen trugen mit dazu bei, in der indischen Elite ein Bewusstsein für die eigene Kultur und ein Nationalbewusstsein entstehen zu lassen.
An den Feierlichkeiten zum 200-jährigen Jubiläum der Gesellschaft im Jahr 1984 nahm auch die Premierministerin Indira Gandhi teil, die bei dieser Gelegenheit eine einmalige staatliche Zuwendung von 50 Millionen Rupien zusagte. Im selben Jahr wurde The Asiatic Society durch einen Beschluss des indischen Parlaments zur „Einrichtung von nationaler Bedeutung“ erklärt. Seither werden ihre Ausgaben aus dem Staatshaushalt bestritten. Mehrere Vorstandsämter der Gesellschaft werden durch Ministerialbeamte Indiens oder des Bundesstaates Westbengalen besetzt.

## Bibliothek

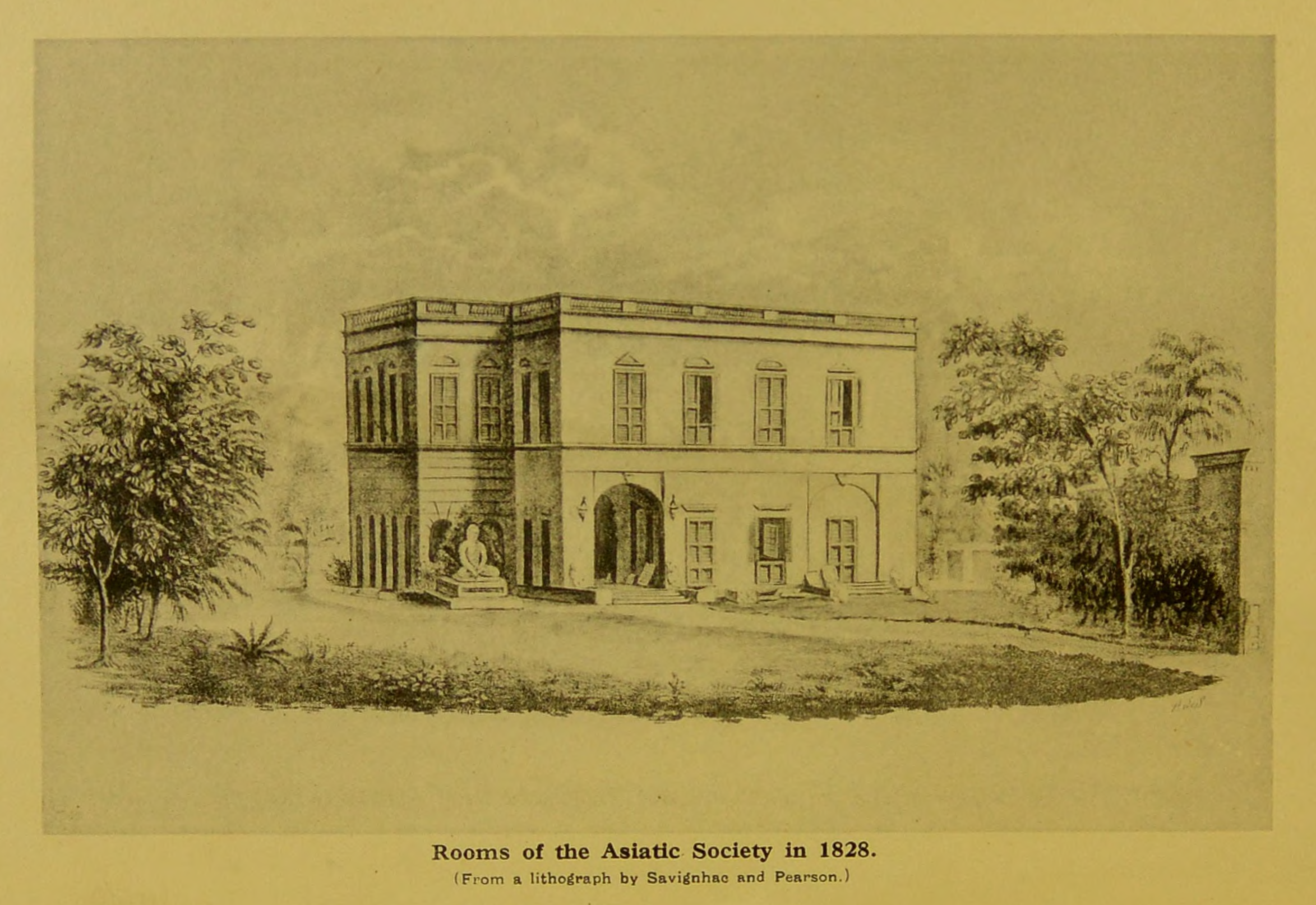
The Asiatic Society in Kolkata, 1828, nach einer zeitgenössischen Lithografie

Eines der wichtigsten frühen Tätigkeitsfelder der Asiatic Society war das Sammeln alter indischer Handschriften in Sanskrit und anderen indischen Sprachen. Die Bibliothek besitzt heute eine reichhaltige Sammlung von Handschriften in 26 Sprachen. Das älteste gedruckte Buch der Bibliothek ist Juli Firmicis Astronomicorum Libri von 1499. In ihrem Bestand befindet sich eine große Anzahl in Indien gedruckter Bücher des späten 18. und frühen 19. Jahrhunderts. Die Bibliothek hat heute die wichtigste Sammlung von Literatur über das alte und das koloniale Indien in Asien.
Gegenwärtig umfasst der Bestand der Bibliothek etwa 117.000 Bücher und 79.000 Zeitschriftenbände in fast allen Weltsprachen. Darüber hinaus besitzt sie 293 Karten, Mikrofiches von 48.000 Werken, 387.000 Seiten auf Mikrofilm, 182 Gemälde, 2.500 Flugschriften und 2.150 Fotografien.
Die Bibliothek wurde in den ersten Jahren durch Spenden von Mitgliedern der Asiatic Society erweitert, im März 1784 erhielt die Bibliothek so sieben persische Handschriften von Henri Richardson. Der Orientalist William Marsden spendete im November des Gründungsjahres sein 1783 erschienenes Buch History of Island of Sumatra. Der Porträt- und Landschaftsmaler Robert Home, ab 1804 der erste Angestellte der Bibliothek, stiftete seine kleine aber wertvolle Sammlung von Kunstwerken.
Am 3. Februar 1808, zur Eröffnung des neuen Gebäudes der Gesellschaft, wurde der Bibliothek die kostbare Sammlung der nach der Belagerung von Seringapatam im Jahr 1799 geplünderten Palastbibliothek von Tipu Sultan übergeben. Darunter sind besonders eine illustrierte Handschrift des Koran, eine Handschrift des Golestan von Saadi und eine Handschrift des Padshahnama mit der Unterschrift des Mogulherrschers Shah Jahan hervorzuheben.
Im Dezember 1822 erhielt die Bibliothek die Privatbibliothek mit Handschriften und Zeichnungen aus dem Nachlass des im Vorjahr verstorbenen Colin Mackenzie, deren Bestand vornehmlich Südindien zum Thema hatte. Mitte des 19. Jahrhunderts waren die botanische Bibliothek von Nathaniel Wallich und von Seiten der Regierung die vollständige orientalistische Fachbibliothek des Fort William College bedeutende Zugänge. Noch im 20. Jahrhundert erhielt die Bibliothek bedeutende Nachlässe, so die Privatbibliotheken des Politikers und Sozialreformers Jnananjan Niyogi und des Anthropologen Nirmal Kumar Bose, die beide in der Unabhängigkeitsbewegung aktiv waren.
Seit 1849 gibt die Asiatic Society die Schriftenreihe Bibliotheca Indica heraus. Sie umfasst ein breites Spektrum von Veröffentlichungen zur Orientalistik, Textausgaben seltener oder noch nie gedruckter alter Schriften, deren englische Übersetzungen, Grammatiken, Wörterbücher, Bibliografien und aktuelle Studien.

## Museum

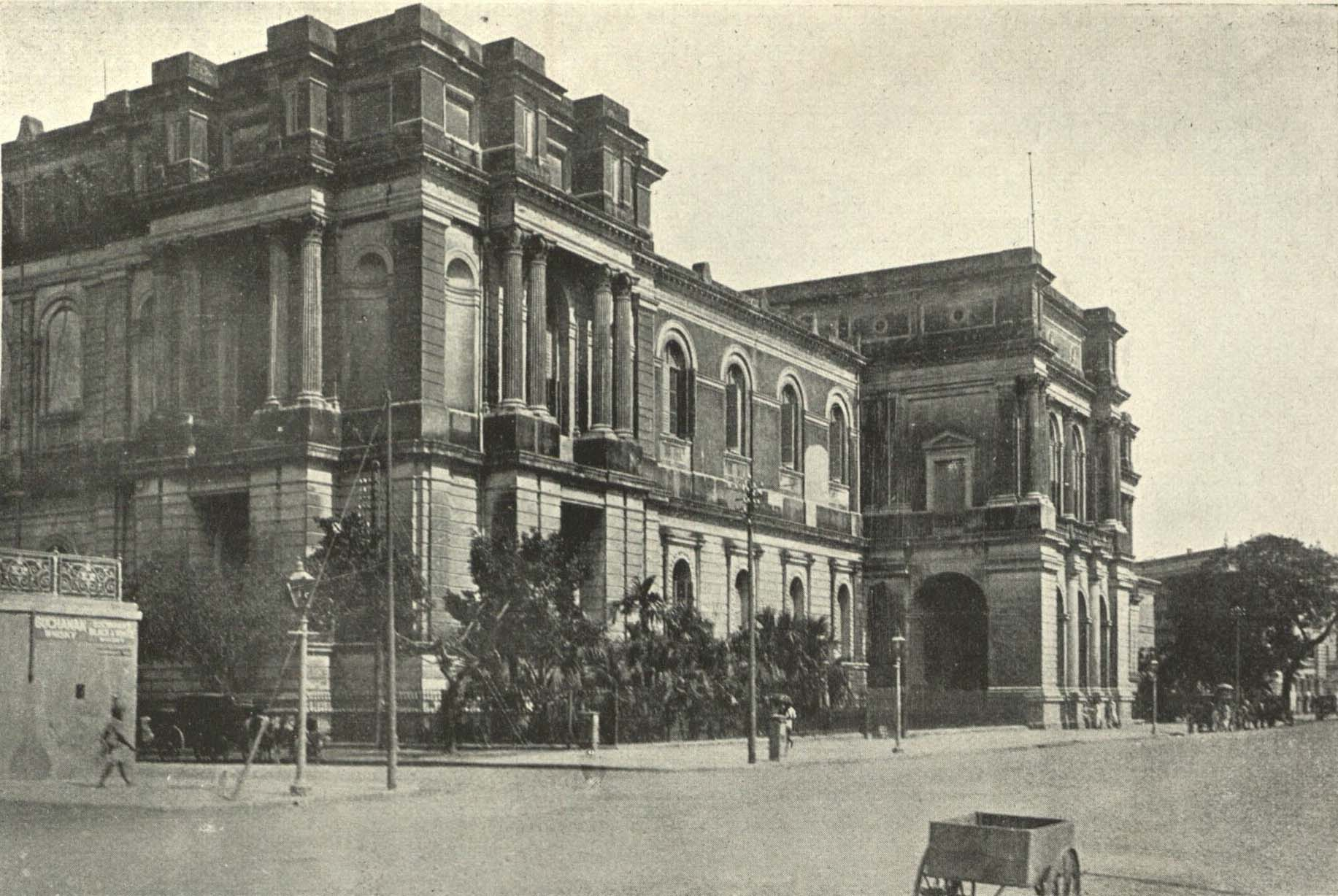
Indian Museum in Kalkutta

Bei der Eröffnung des Indian Museum im Jahr 1814 übergab ihm The Asiatic Society den Großteil ihrer wertvollen Sammlungen. The Asiatic Society hat aber weiterhin ein eigenes Museum, in dessen Bestand sich eines der Edikte des Ashoka aus dem dritten Jahrhundert v. Chr. befindet. Weitere Sammlungsstücke sind Inschriften auf Kupferplatten, Münzen, Plastiken, Handschriften und Archivalien. Einige bedeutende europäische Kunstwerke befinden sich ebenfalls im Bestand, darunter Werke von Joshua Reynolds, Guido Cagnacci, Thomas Daniell und Peter Paul Rubens.

## Veröffentlichungen
The Asiatic Society gab bereits wenige Jahre nach ihrer Gründung ihre erste Zeitschrift heraus. Asiatick Researches erschien von 1788 bis 1839 in zwanzig Bänden. Aus den Reihen der Mitgliedschaft wurden von 1829 bis 1831 die kurzlebigen Gleanings in science herausgegeben. Das Journal of the Asiatic Society of Bengal erschien ab 1832 wieder als Publikation der Asiatic Society. 1869 wurden ihm die Proceedings of the Asiatic Society zur Seite gestellt. Beide Zeitschriften wurden 1904 zum Journal and Proceedings of the Asiatic Society vereint. Seit 1953 heißt die Zeitschrift Journal of the Asiatic Society. Zwischen 1905 und 1933 erschienen die Memoirs mit Fachbeiträgen zu Archäologie, Geologie, Bevölkerungsstatistiken und Abhandlungen über Recht und Steuern.
Im 19. und 20. Jahrhundert hat The Asiatic Society wiederholt Kataloge ihrer Sammlungen veröffentlicht. Es ist geplant, einen umfassenden Katalog der Bücher, Handschriften, Tafeln, Münzen, Zeichnungen und Antiken der Bibliothek und des Museums zu veröffentlichen.

## Vorläufer anderer Institutionen
The Asiatic Society war der Vorläufer einer Reihe bedeutender indischer Institutionen. Bereits 1814 gab sie den Anstoß zur Gründung des Indian Museum in Kalkutta und übergab der Neugründung einen Großteil der eigenen Sammlungen. Die Sammlungen des Indian Museum wurden über mehr als 50 Jahre von der Asiatic Society kuratiert, bevor sie der Regierung unterstellt wurden.
Mittelbar, durch die Gründung des Indian Museum, legte die The Asiatic Society den Grundstein für Organisationen wie den Botanical Survey of India, den Zoological Survey of India und den Anthropological Survey of India.